# Герб Скадовського району
Герб Скадовського району — офіційний символ Скадовського району, затверджений рішенням сесії районної ради.

## Опис
Щит перетятий трьома срібними нитяними хвилястими балками на срібне і лазурове поля. На першому полі сходить золоте сонце, на другому полі червоний маяк. Щит обрамлено золотим декоративним картушем, увінчано короною у вигляді вітрильника і облямований золотим колоссям пшениці, обвитим стрічкою з написом "Скадовський район" і датою "1923" - рік утворення району.